# Evenek
Az evenek (oroszul Эвены) egy tungúz népcsoport, mely főleg Oroszországban, Szibériában él.

## Történelem és lakóhely
Az evenek főleg Jakutföldön, a Magadani területen, a Kamcsatkai határterületen, Csukcsföldön és a Habarovszki határterületen élnek.

## Népesség
A különböző összeírásokkor az evenek száma a következőképpen alakult Oroszországban:
- 1926-ban: 2 044 fő
- 1939-ben: 9 675 fő
- 1959-ben: 9 023 fő
- 1970-ben: 11 819 fő
- 1979-ben: 12 215 fő
- 1989-ben: 17 055 fő
- 2002-ben: 19 071 fő
- 2010-ben: 21 830 fő